# Mont Andrus
Le mont Andrus est un volcan de l'Antarctique.
Il a été cartographié par l'USGS à partir de relevés de terrain et de photos aériennes de l'US Navy en 1964-1968. Il a été nommé par l'US-ACAN d'après le lieutenant Carl H. Andrus, de l'US Navy, médecin et officier responsable de Byrd Station en 1964.

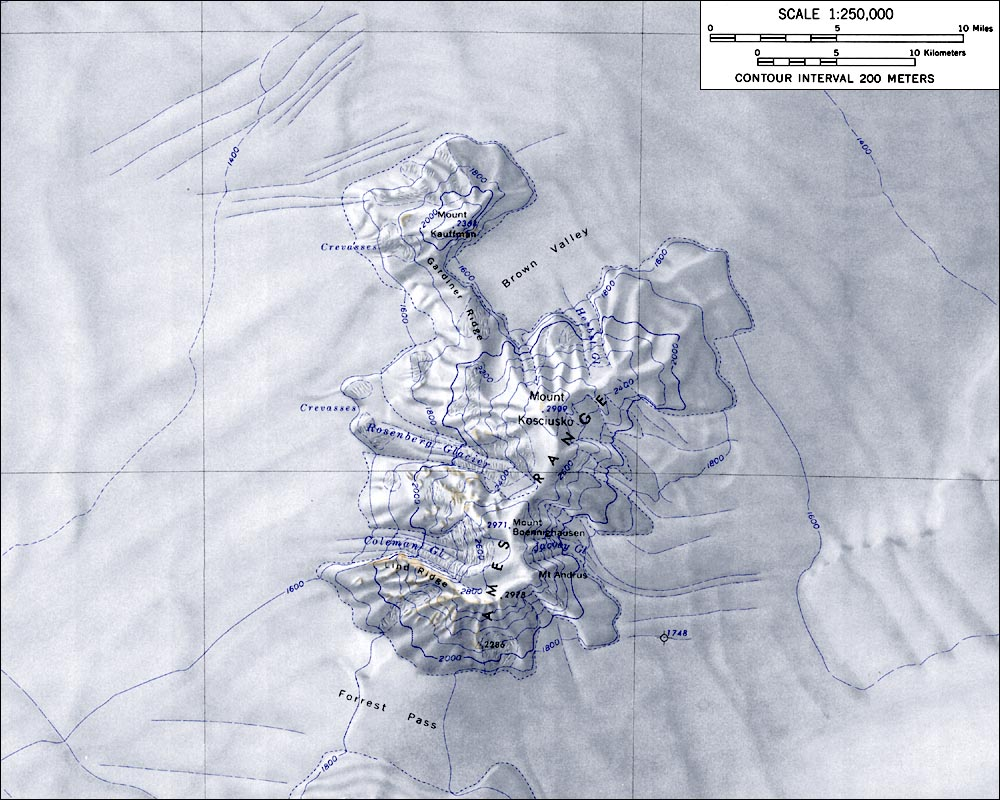
Carte topographique de la chaîne d'Ames (échelle 1/250000) extraite de l'USGS Mount Kosciusko.